# Megaselia leleupi
Megaselia leleupi är en tvåvingeart som beskrevs av Rudolf Beyer 1960. Megaselia leleupi ingår i släktet Megaselia och familjen puckelflugor. Inga underarter finns listade i Catalogue of Life.